# Coroana Aragonului
Coroana Aragonului a fost o monarhie condusă de un singur rege, originară de unirea dinastică a Regatului Aragonului și a Comitatului Barcelona și s-a încheiat ca o consecință a Războiului de Succesiune Spaniolă. La apogeul puterii sale in secolele al XIV-lea și al XV-lea, Coroana Aragonului era o talasocrație care controla o mare parte din estul Spaniei de astăzi, părți din ceea ce este acum sudul Franței și un imperiu mediteraneean care includea Insulele Baleare, Sicilia, Corsica, Sardinia, Malta, sudul Italiei (din 1442) și părți ale Greciei (până în 1388).
Tărâmurile componente ale Coroanei nu erau unite politic decât la nivelul regelui, care conducea fiecare stat autonom în conformitate cu propriile legi, strângând fonduri sub fiecare structură fiscală, ocupându-se separat cu fiecare Cort sau Cortes, în special cu Regatul Aragonului, Principatul Cataloniei, Regatul Mallorca și Regatul Valencia. Coroana Aragonului nu trebuie confundată cu una dintre părțile sale constitutive, Regatul Aragonului, de la care își ia numele.
În 1479, o nouă unire dinastică a Coroanei Aragonului cu Coroana Castiliei de către Monarhii Catolici, unindu-se ceea ce contemporanii au numit „Spaniile”, a condus la ceea ce va deveni monarhia compusă spaniolă sub monarhii Habsburgi. Coroana Aragoneză a continuat să existe până când a fost desființată prin decretele Nueva Planta emise de regele Filip al V-lea în 1707-1716, ca o consecință a înfrângerii arhiducelui Carol (Carol al III-lea de Aragon) în Războiul de Succesiune Spaniolă.

## Galerie

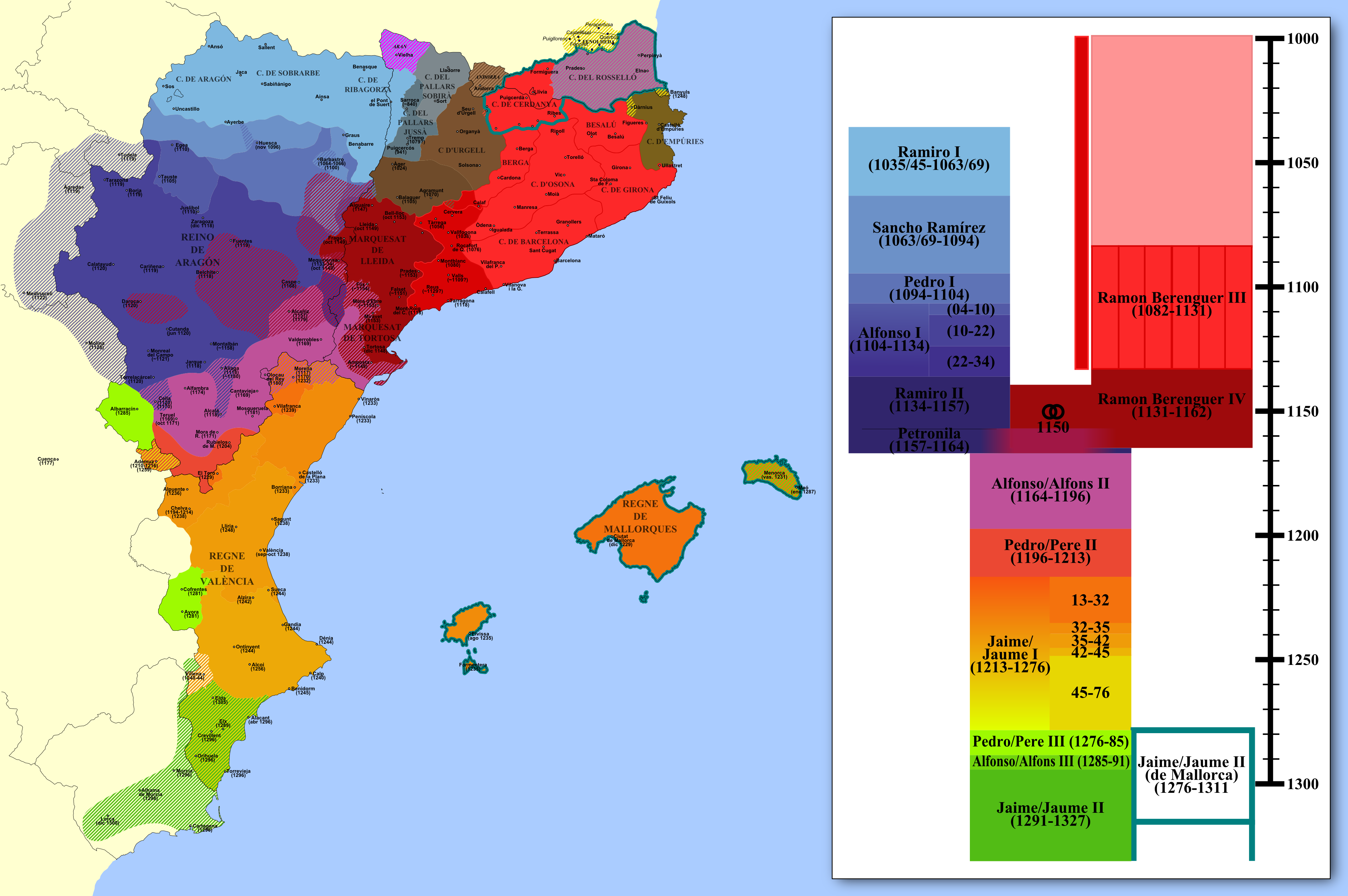
Extinderea teritorială a Coroanei Aragonului între secolele XI și XIV în Peninsula Iberică și Insulele Baleare
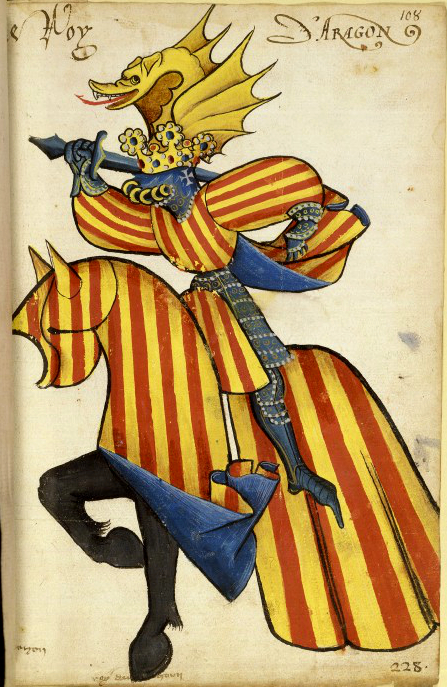
Heraldică ecvestră a regelui Alfonso al V-lea al Aragonului în armorialul ecvestru al Lânei de Aur 1433–1435. Colecția Bibliothèque de l'Arsenal.
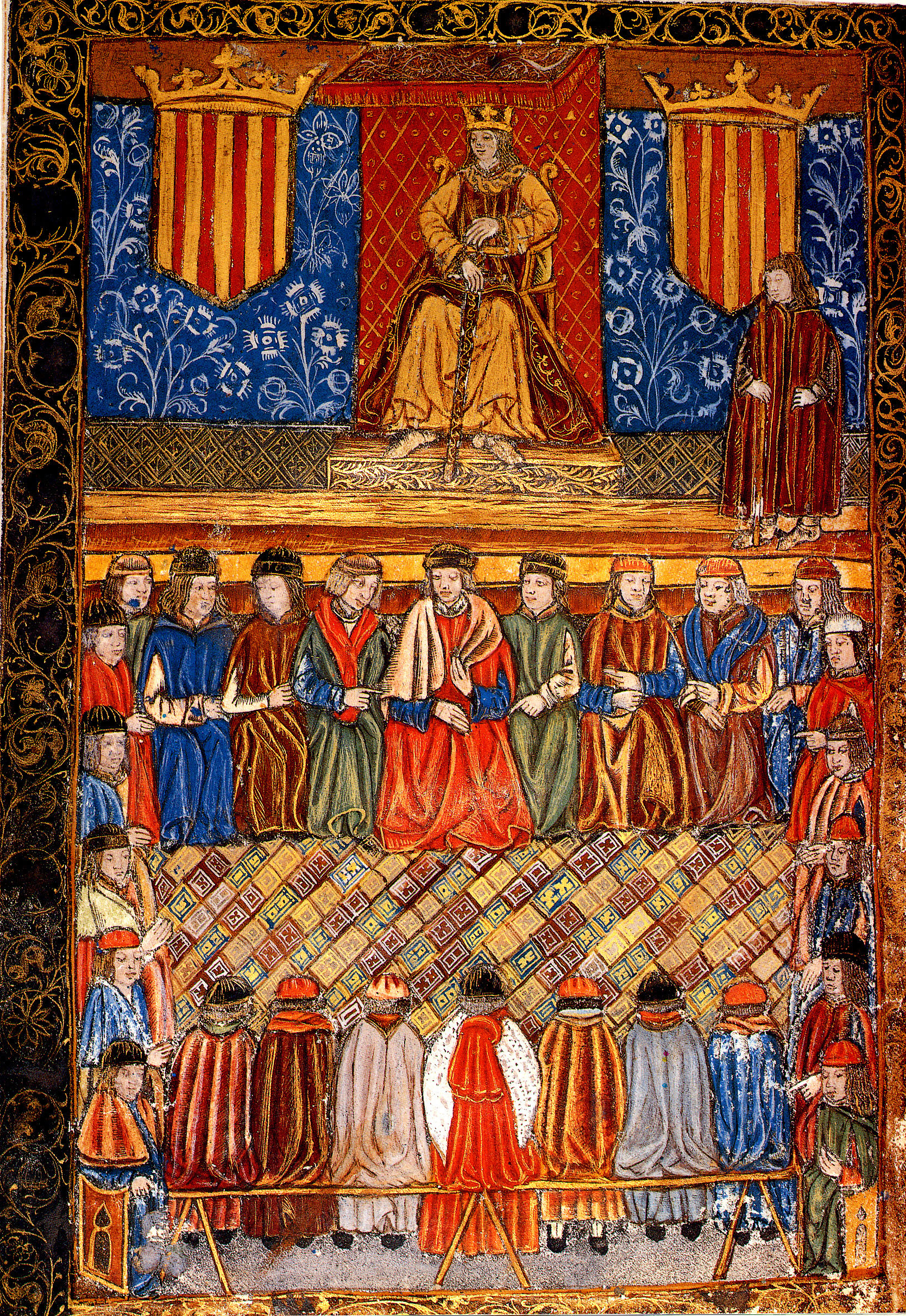
Ferdinand al II-lea de Aragon pe tronul său flancat de două scuturi cu emblema Sigiliului Regal al Aragonului. Frontispiciul unei ediții din 1495 a constituțiilor catalane.
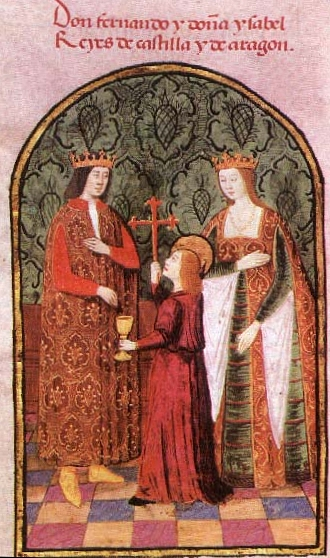
Ferdinand al V-lea și Isabela I, regele și regina Castiliei și Leónului, iar mai târziu ai Aragonului, Majorcăi, Valenciei și Siciliei
Stema Aragonului (variantă în formă de romb)